# 菊地敏之
菊地 敏之（きくち としゆき、1960年 - ）は日本のクライマー。神奈川県横浜市出身。13歳からクライミングを始め、日本のフリークライミングの黎明期から活躍。日本アルパイン・ガイド協会公認ガイドとして、広くクライミングの指導にあたる。愛称は「ガメラ」。兄は宗教史学者の菊地章太。

## 経歴
13歳よりクライミングを始め、ベルニナ山岳会、JCC（日本クライミングクラブ）を経て現在フリー。アルパイン、フリーの両面で活躍。フリークライミングでは国内、ヨーロッパ、アメリカなどで多数の5.13ルートを登攀する他、ロングルートやトラディショナルクライミングの分野にも多くの経験を持つ。元クライミングジャーナル編集長、元オペル冒険大賞事務局長。
フェニックス、コズミック・デブリなど5.13クラックのほか、アストロマン（オンサイト）、エルキャピタン・ノーズ（ワンデイアッセント）、谷川岳一ノ倉沢烏帽子奥壁大氷柱初登、瑞牆山十一面岩アレアレア開拓など業績を残している。

## 著書
- 「ハイグレード登山技術」 東京新聞出版局
- 「クライマーズ・ボディ」 東京新聞出版局
- 「最新クライミング技術」 東京新聞出版局
- 「最新アルパインクライミング」 東京新聞出版局
- 「我々はいかに石にかじりついてきたか」 東京新聞出版局
- 「ベーシック・フリークライミング」 東京新聞出版局
- 「関東周辺の岩場」 白山書房
- 連載「紀元前のフリークライミング」『ROCKCLIMBING (雑誌)』(2017-)